# Panteó de Marins Il·lustres
El Panteó de Marins Il·lustres és un edifici d'estil neoclàssic, construït en el segle xviii, situat dins del recinte de la Població militar de San Carlos, a San Fernando (Cadis), i on hi descansen les restes mortals de nombrosos marins espanyols.
En un principi fou concebuda com a Església de la Puríssima Concepció, les obres de construcció van començar a la fi del segle xviii per ordre de Carles III, i, per problemes econòmics i polítics, no es van finalitzar fins a mitjan segle xx.
De l'exterior destaca la sòbria i monumental portada d'estil neoclàssic i de l'interior el vestíbul, de planta el·líptica, i l'església, de tres naus i cúpula sobre el creuer. En els trams laterals se situen els diferents mausoleus dels marins.

## Història
Les obres de construcció de l'Església de la Puríssima Concepció de la Població militar de San Carlos van començar el 2 de juliol de 1786, per ordre i desig de Carles III de 1760, dissenyada per Francisco Sabatini i dirigida primer per Ignacio Imperial Digueri, i, posteriorment, pel Marquès d'Ureña, encara que l'acabat no es va concretar fins ben entrat el segle xx. La primera pedra la va col·locar el Capità general del Departament Luis de Córdoba y Córdoba, i l'endemà, 3 de juliol, van començar les obres a les ordres del Capità de Navili Vicente Imperial Digueri, el tinent de fragata i arquitecte Antonio Noriega de Bada i els alarifes Ramón Estrada i Antonio Barrionuevo. Al principi, els treballs es van fer amb rapidesa, però poc després, per falta de diners, es va produir una desacceleració de les obres.
A la fi de setembre de 1789 va ser rellevat Vicente Imperial Digueri pel Marquès d'Ureña, Gaspar de Molina y Saldívar. En 1794 es van suspendre les obres per falta de diners, però el 28 d'abril de 1795 es van reprendre per Reial Ordre perquè es finalitzés la construcció del sagrari. En 1805, després del desastre de Trafalgar es van parar les obres i es va oblidar el projecte per complet.
Les obres no es van reprendre fins a 1845, després de l'obertura del Col·legi Naval en la població. El 10 d'octubre de 1850, una Reial Ordre va establir dotar a aquest edifici com Panteó. Llavors estava dins del que era el Col·legi Naval i pretenia servir de referent de models de vida als alumnes que hi cursaven els seus estudis. El 15 de novembre de 1854 es conclouen les obres dels sepulcres de Jordi Joan i Santacília, Juan José Navarro, Federico Gravina, Luis de Córdova y Córdova, Ignacio María de Álava, Cayetano Valdés y Flores i José Rodríguez de Arias. La solemne inauguració va tenir lloc a les 9 del matí del 17 de novembre de 1854, festa onomàstica de la reina Isabel II, encara que en aquesta inauguració mancava de sostre, que es va afegir en 1948.
L'última fase de construcció es va iniciar en 1943, de la qual es va encarregar l'Empresa Nacional Bazán, i en la qual es va cobrir per complet el recinte, i donant-se per finalitzades en 1959, amb un cost final de 8.150.000 pessetes. Des de llavors i fins ara l'edifici ha donat recer a les restes mortals d'aquells que portats pel seu alt concepte de l'honor o moguts pel seu abnegat sentit de l'haver de, van aconseguir el reconeixement i la glòria, ja fos donant exemple de valentia en el camp de batalla, conreant les lletres o desenvolupant les ciències. Avui dia el Panteó de Marins Il·lustres forma part de l'Escola de Suboficials de l'Armada.

## Descripció
El Panteó de Marins Il·lustres és un edifici de planta rectangular, té una longitud cent sis vares de llarg per quaranta-cinc d'ample, i consta de tres cossos units entre si per altres dos de forma circular; l'església està composta de dues naus laterals cobertes amb un creuer central descobert, i alberga en el seu interior un cementiri militar, en el qual, com a tal, es poden veure làpides i tombes. Pel que fa a les làpides convé assenyalar que, en la seva immensa majoria, no contenen restes mortals, és a dir, són recordatòries. Pel que fa a tombes i mausoleus, si contenen restes mortals. Alguns d'aquests van ser esculpits per artistes de reconegut prestigi com Gabriel Borras (autor del que és sens dubte el mausoleu de més categoria artística dels quals el Panteó, el dedicat a les classe de marineria i tropa) o Manuel García González. Quant als materials que es van emprar per a la construcció de les tombes són d'allò més variat i van des de la pedra artificial al bronze, passant pel marbre.
Cal destacar la magnífica llum votiva de cinc-cents quilos de pes que penja de la cúpula del creuer i que apareix decorada amb trenta-dos escuts heràldics esmaltats, representatius d'algunes de les personalitats aquí enterrades.
Cal destacar també l'altar major que està presidit per una imatge de la Verge del Carme tallada en fusta de cedre, obra de l'imatger sevillà Alarcón, que la va esculpir seguint el model de l'escola genovesa del segle xviii i el que es pot llegir la següent inscripció: «Tots els marins independentment de la seva graduació que han servit amb honestedat i honor a l'Armada».
Just sota l'altar es troba la sagristia que pretén reproduir el pont d'un vaixell i, als peus d'aquest mateix altar, la cripta en la qual reposen les restes d'alguns herois de Cavite i Santiago de Cuba.
A esquena del mateix altar es troba el Saló de Símbols o Nava del Cenotafi, un dels racons més commovedors del temple. Aquesta sala està dedicada a tots els marins que reposen en les profunditats dels mars. D'aquest espai destaca la imatge del Crist dels Navegants (còpia del de Juan de Mesa que processiona tots els anys en la Setmana Santa sevillana). Dins d'aquest lloc també és digne d'esmentar l'escut d'Espanya flanquejat per Neptú i Minerva, que està realitzat en marbre de Carrara.
Al costat d'aquest cenotafi completen la part posterior de l'edifici dues capelles de planta circular i d'estil neoclàssic consagrades a la Verge del Carme i a la Verge de la Immaculada respectivament.
Per concloure, cal recordar que els dos canons de 36 liures que flanquegen l'entrada principal pertanyien al Santísima Trinidad, que fou el vaixell de guerra més gran de la seva època.

## Marins enterrats o homenatjats

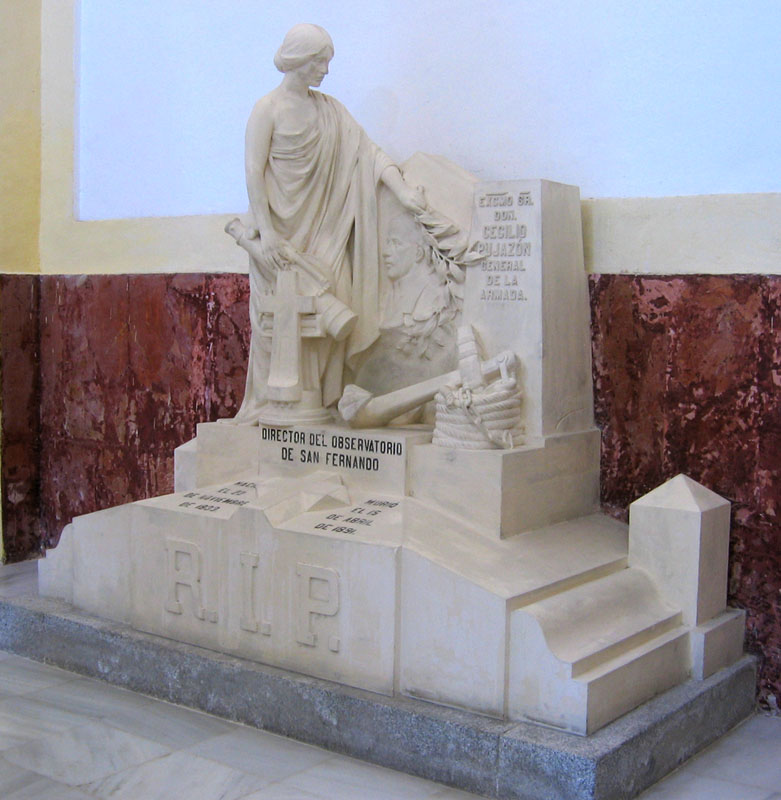
Tomba de Cecilio Pujazón y García.

| - Ignacio María Álava y Sáenz de Navarrete - José Fernández Acevedo - Dionisio Alcalá Galiano y Alcalá Galiano - Francisco Alcedo y Bustamante - José Alvariño Gaberias - Conde de Amblimont - Juan Bautista Antequera y Bobadilla - Francisco Armero Peñaranda - Antonio Barceló y Pont de la Terra - Álvaro de Bazán Guzmán - Joaquín Bustamante y Quevedo - José María Bustillo y Barreda - Diego Butrón Cortés - Pedro Cardona Prieto - Juan José Carranza Vivero - José Casado Ferreiro - Pascual Cervera y Topete - Juan Cervera Valderrama - José María Manuel Céspedes y Pineda - Francisco Chacón Medina Salazar - Cosme Damián Churruca y Elorza - Gabriel Císcar y Císcar - Cristóbal Colón - Víctor María Concas y Paláu - José de Córdoba y Rojas - Luis Córdova y Córdova - Juan de la Cosa - Manuel Deschamps Martínez - Juan Domingo Deslobbes y Cortés - Segundo Díaz de Herrera y Serrano - Juan Díaz de Solís - José Luis Díez y Pérez Muñoz - Juan Manuel Durán González - Manuel Emparán de Orbe - Antonio Escaño García - José Esguerra y Guirior - Cesáreo Fernández Duro - Tomás Geraldino Geraldino - Nicolás Geraldino Sutón - José Goicoa Labart - José González Hontoria - Federico Gravina y Napoli - Julio Guillén Tato - Juan Antonio Gutiérrez de la Concha y Mazos de Güemes - Mateo Hernández Ocampo - Luis Hernández Pinzón y Álvarez - Francisco Herrera Cruzat - Baltasar Hidalgo de Cisneros - Jaime Janer Róbinson - Jordi Joan i Santacília | - Ángel Laborde Navarro - Rafael De Laiglesia Darrac - José María Lazaga y Ruiz - Blas de Lezo - Santiago Liniers y Bremond - Miguel Lobo y Malagamba - Fernando de Magallanes y Sousa - Alejandro Malaspina Melilupi - José Malcampo y Monge - Francisco de Paula Márquez y Roco - Cripiano Mauleón Godoy - Ignacio María Mendizábal Vildosola - Casto Méndez Núñez - Augusto Miranda Godoy - Francisco Moreno Fernández - Salvador Moreno Fernández - Francisco Antonio Mourelle de la Rúa - Juan José Navarro de Viana y Búfalo - José Navarro Torres - Pedro Novo y Colson - Nicolás Otero Figueroa - Martín Alonso Pinzón - Vicente Yáñez - Rosendo Porlier y Astiegueta - Cecilio Pujazón García - Andrés Reggio Brachiforte - Francisco Riquelme Ponce de León - José Rodríguez de Arias y Álvarez Campana - Juan Ruiz de Apodaca y Eliza - Francisco Javier de Salas y Rodríguez-Morzo - Blas Salcedo y Gutiérrez del Pozo - Victoriano Sánchez Barcáiztegui - Pedro Pablo Sanguineto Basso - José de la Serna y Occina - José Solano y Bote - Zenón de Somodevilla y Bengoechea - Vicente Tofiño de San Miguel y Vandelvalle - Joaquín Toledo y Parra - Antonio Ulloa de la Torre Guiral - Francisco Javier de Uriarte y Borja - Cayetano Valdés Flores - Juan Varela Ulloa - Casimiro Vigodet y Garnica - Fernando Villaamil y Fernández Cueto - Juan María de Villavicencio y la Serna - Francisco Winthuysen de Pineda - Antonio Yepes Arigori - Joaquín Zarauz Santander |